# 蓋利拉
蓋利拉（Gelila）是埃塞俄比亞西部奧羅米亞州東沃萊加地區的小鎮，座標9°51′N 36°29′E / 9.850°N 36.483°E，海拔2,140米。根據埃塞俄比亞中央統計局2005年人口普查的資料，蓋利拉總人口數約4,890，其中男性2,248人，女性2,642人。